# Sara Margareta Eugenia Eufrosyne Wennerberg
Sara Margareta Eugenia Eufrosyne Wennerberg (11 de febrer de 1875 a Otterstad, † 29. Març de 1959 a Estocolm), organista i compositora. Va estudiar piano i orgue i armonia amb E. André a Göteborg. De 1893 a 1895 va estudiar a les consoles de música. a Estocolm, 1895 va seguir l'examen de música d'orgue i església. De 1896 a 1898 va estudiar a Leipzig amb S. Jadassohn i C. Reinecke. Va actuar com a solista al Concerto de piano núm. 3 de Beethoven en un concert folk de Goteborg. Del 1901 al 1902, estudis de seguiment en composició i contrapunt amb Max Bruch a la Universitat de Música de Berlín. De 1906 a 1945 va treballar com a organista a l'Església de Sofia (Sofiakyrkan) a Estocolm. El 1907 es va casar amb Hugo Reuter, que va escriure els textos per a diverses de les seves obres. El 1931 va rebre la medalla de Litteris et artibus.
Obres (selecció; principalment d'E&S [Elkan i Schildknecht], Estocolm i SMIC [Informació de música sueca ...